# Sükösd
Sükösd là một làng thuộc hạt Bács-Kiskun, Hungary. Làng này có diện tích 94,18 km², dân số năm 2010 là 3766 người, mật độ 40 người/km².